# آنت گوردون رید
آنت گوردون رید (به انگلیسی: Annette Gordon-Reed) استاد تاریخ و حقوق آمریکایی است. او برای کتاب «یک خانواده آمریکایی» (The Hemingses of Monticello: An American Family) برنده جایزه «تاریخ» پولیتزر شد. این کتاب برنده جایزه نشنال بوک آوارد نیز شده بود و زندگینامه چهار نسل خانواده‌ای در ایالت‌های جنوبی آمریکا، در دوره برده‌داری است.